# ساينس سوفت
ساينس سوفت (باللغة الإنجليزية Sciencesoft) هي شركة دولية تعمل في مجال تطوير البرمجيات واستشارات تكنولوجيا المعلومات في الولايات المتحدة ومنطقة الخليج وأوروبا. وهي شريك لمايكروسوفت وتمتلك 9 من شهادات الشراكة الذهبية. كما أنها شريك لخدمات أمازون ويب وآي بي إم وأوراكل وأدوبي وسيرفيس ناو وسيلز فورس وبيمكور.

## التاريخ
تستمد الشركة أصولها من NILIM Cooperative (وهو مختبر البحث العلمي للآلات الابتكارية) الذي تأسس عام 1989 من قِبل العالم فاليري تسوريكوف. درست NILIM Cooperative الذكاء الاصطناعي وابتكرت تقنية البحث الدلالي التي تحاكي عملية التفكير البشري على أساس نظرية تريز (وهي نظرية حل المشكلات بطرق ابتكارية).
في عام 1992، انتقل تسوريكوف إلى الولايات المتحدة وأطلق شركة انفنشن ماشين للترويج لمنتج البحث الدلالي في السوق الأمريكية. ومن هناك، بدأت ساينس سوفت في عام 1996 لمواصلة تطوير تكنولوجياNILIM Coopertive.
في أوائل العقد الأول من القرن الحادي والعشرين، استحوذت شركة آيا تش اس ماركت على انفنشن ماشين.
وفي عام 2002، بدأت ساينس سوفت في تقديم خدمات تطوير برمجيات الاستعانة بمصادر خارجية، وفي 2004 تمكنت من الانفصال تمامًا عن شركة انفنشن ماشين.
في 2006، انضمت ساينس سوفت إلى الرابطة الوطنية للاستعانة بمصادر خارجية في المملكة المتحدة. ومن 2006 إلى 2011، شاركت الشركة في تطوير TSIEM / TSOM لشركة آي بي إم، كما أقامت شراكة إستراتيجية معها.
في 2007، انضمت ساينس سوفت إلى شبكة شركاء أوراكل.
في 2008، أنشأت الشركة نظام إدارة جودة مؤسسي تم تأكيده لاحقًا بشهادة ISO 9001.
في نفس العام، انضمت ساينس سوفت إلى شبكة شركاء مايكروسوفت.
وحصلت الشركة على شهادات الشراكة الذهبية من مايكروسوفت في تطوير التطبيقات، والتعاون والمحتوى، وتحليلات البيانات (2016)، ومنصة البيانات ومركز البيانات (2018)، والمراسلة والمنصة السحابية (2019)، وتكامل التطبيقات (2020)، وإنتاجية السحابة (2021).
تم افتتاح أول مكتب أوروبي لشركة ساينس سوفت في فانتا، فنلندا عام 2010.
في 2016، أنشأت الشركة أداة QLEAN من أجل QRadar SIEM في شركة آي بي إم وانضمت إلى منصة تبادل تطبيقات الأمان (Security App Exchange) في آي بي إم.
في 2017، دخلت ساينس سوفت في شراكة مع شركتي ماجنتو وسيرفيس ناو.
في 2019، انضمت الشركة إلى الاتفاق العالمي للأمم المتحدة لدعم وتعزيز المبادئ العالمية للاستدامة.
وفي نفس العام، حصلت ساينس سوفت على شهادة ISO 13485: 2016 من مجلس التقييم المهني والاعتماد (PECB) لتصميم وتطوير برمجيات طبية عالية الجودة.
في 2020، حصلت الشركة على تصنيف الشريك المميز لتقديم الخدمات في منصة خدمات أمازون ويب (Select Tier Services Partner) وفتحت مكتبًا في منطقة الخليج، في الفجيرة، الإمارات العربية المتحدة. وشهد العام التالي افتتاح ثاني مكتب أمريكي في أتلانتا، في ولاية جورجيا.
في 2022، أشادت شركة مايكروسوفت بخبرة ساينس سوفت في توصيل شبكات الإنترنت الداخلية SharePoint للأعمال.

## النشاط
ساينس سوفت هي شركة دولية تقدم استشارات تكنولوجيا المعلومات وخدمات تطوير البرمجيات. وقد تم اعتماد الشركة لدى مكتب الأعمال الأفضل (Better Business Bureau) وحصلت على تصنيف +A من المنظمة.
تتعاون ساينس سوفت مع شركات من 71 دولة. وتتضمن مجموعة أعمال الشركة أكثر من 3000 مشروع، بما في ذلك العمل في وول مارت وإيباي ومختبر الدفع النفاث التابع لناسا وبيركن إلمر وباكستر وآي بي إم وليو بيرنت وفايبر ونستله وتي موبايل وفورد.
تعمل ساينس سوفت في أكثر من 30 صناعة، بما في ذلك الرعاية الصحية وتجارة التجزئة والتصنيع والخدمات المالية والخدمات المهنية، وما إلى ذلك. كما أن الشركة شريكًا لمقدمي البرمجيات مثل مايكروسوفت وخدمات أمازون ويب وآي بي إم وأوراكل وأدوبي وسيرفيس ناو.
شركة ساينس سوفت لديها العديد من المكاتب: اثنان في أمريكا الشمالية (الولايات المتحدة الأمريكية) — ماككيني (تكساس)، وأتلانتا (جورجيا)؛ اثنان في أوروبا — ريغا (لاتفيا)، وفانتا (فنلندا) ومكتب واحد في الخليج — الفجيرة (الإمارات العربية المتحدة).

## النشاط في منطقة الخليج
تتواجد ساينس سوفت في الشرق الأوسط منذ عام 2013. ومنذ ذلك الحين، أكملت الشركة عشرات المشاريع لمختلف الشركات والمؤسسات الحكومية في منطقة الخليج، حيث ساعدت على دفع التحول الرقمي من خلال التخطيط وتقديم حلول تكنولوجيا المعلومات بمساعدة أحدث التقنيات. ومن بين الشركات البارزة التي عملت معها ساينس سوفت شركة سال السعودية للخدمات اللوجستية والشركة العربية للعود.
والأولويات الاستراتيجية لشركة ساينس سوفت في الخليج هي استشارات تكنولوجيا المعلومات، وتطوير البرمجيات، والذكاء الاصطناعي، والتكنولوجيا السحابية، والتجارة الرقمية، والتصنيع الذكي، وسلسلة التوريد القائمة على التصنيع الذكي، والصحة الرقمية، والمدن الذكية، والأمن السيبراني.
في عام 2020، حصلت ساينس سوفت على ترخيص لتقديم خدمات وحلول واستشارات تكنولوجيا المعلومات في الإمارات العربية المتحدة. وتم افتتاح مكتب الشركة في الفجيرة بدولة الإمارات العربية المتحدة.
في عام 2023، افتتحت ساينس سوفت مقرًا جديدًا لها في المملكة العربية السعودية.
والمسؤول عن أنشطة الشركة في المنطقة هو ديميتري فيازمين، مدير عمليات الشرق الأوسط.

## الخدمات
تعمل شركة ساينس سوفت في عدد من المجالات.

### استشارات تكنولوجيا المعلومات
تقوم ساينس سوفت بتطوير استراتيجيات تكنولوجيا المعلومات للشركات لرقمنة العمليات الداخلية والخارجية. وتعمل الشركة في استشارات التحول الرقمي واستشارات التطبيقات واستشارات عمليات تكنولوجيا المعلومات وكذلك استشارات البنية التحتية.

### تطوير البرمجيات
تُنفذ الشركة برمجيات قائمة على النظام الأساسي وبرمجيات مخصصة حسب الطلب، وتقدم خدمات لصيانة البرمجيات وتحديثها، كما تصمم النظم المؤسسية المعقدة، وحلول الويب، والبوابات الإلكترونية.
وفي مجال تطوير الأجهزة المحمولة، تنشئ الشركة تطبيقات أصلية لنظامي التشغيل أندرويد وآي أو اس، وتقدم تطويرًا متعدد المنصات على React Native وCordova وXamarin، وتطوير الواجهات الخلفية للجوال والاستشارات التقنية.
الاختصاصات الرئيسية للشركة هي إنترنت الأشياء، والبيانات الضخمة، والتعلم الآلي، والبلوك تشين، والذكاء الاصطناعي، وتحليل الصور، والواقع المعزز، والتطوير والعلميات / التسليم المستمر، والتقنيات الموثوقة منذ فترة طويلة.
تعمل ساينس سوفت مع جميع لغات البرمجة الرئيسية بما في ذلك NETوJava و C++و Pythonو PHPو Golang و JavaScriptو SwiftوKotlin وما إلى ذلك. ويستخدم مطورو ساينس سوفت ومهندسو الحلول الأساليب الحديثة في هندسة البرمجيات، بما في ذلك الخدمات السحابية الأصلية والتصميمات المعتمدة على الخدمات الصغيرة والبنية الخدمية وتطبيقات الويب التقدمية

### الاختبار وضمان الجودة
تقدم ساينس سوفت خدمات الاختبارات الوظيفية والتكاملية والأداء وقابلية الاستخدام والأمان لتطبيقات الويب والجوال وتطبيقات سطح المكتب ومستودعات البيانات وتطبيقات البرمجيات الخدمية.
وتستخدم الشركة تقنيات الاختبار اليدوية والآلية.

### تحليلات البيانات
تشارك ساينس سوفت في تحليلات البيانات وذكاء الأعمال وخدمات إدارة البيانات وتطور حلولًا مدعومة بالبيانات الضخمة وعلوم البيانات والتعلم الآلي.
خدمات البنية التحتية
تقوم ساينس سوفت بتصميم البنى التحتية للشركات وتنفيذها وصيانتها ولديها خبرة في إدارة البنية التحتية السحابية.
خدمات مكتب المساعدة
تقدم شركة ساينس سوفت دعم L1 و2L و3L المستند إلى العمليات للمؤسسات وشركات منتجات تكنولوجيا المعلومات بالإضافة إلى تقديم خدمات الإدارة (كمقاول من الباطن).
خدمات الأمن السيبراني
توفر ساينس سوفت تقييم الأمان والاختبار والاستشارات داخل البنية التحتية لتكنولوجيا المعلومات بالكامل. وتتميز الشركة بخبرتها في تقديم خدمة اختبار الاختراق.

## الإدارة
·     نك كوراييف (الرئيس التنفيذي، رئيس مجلس الإدارة) — منذ عام 1999
·     وايد برانتلي (الرئيس التنفيذي لشركة ساينس سوفت الولايات المتحدة الأمريكية) — منذ عام 2015
·     ديميتري فيازمن (مدير عمليات الشرق الأوسط) — منذ عام 2021
·     ماكس إليسيف (الرئيس التنفيذي لشركة ساينس سوفت أوروبا) — منذ عام 2021

## الخدمات
2018 — رائد تكنولوجيا المعلومات العالمي، المطور الرائد، شركة رائدة في مجال تكنولوجيا المعلومات والخدمات وفقًا لمنصة Clutch
2018 — أفضل شركات B2B على مستوى العالم وفقًا لمنصة Clutch
2018 — المركز الأول في قائمة الشركات العشر الأسرع نموًا في تحليلات البيانات وفقًا لمجلة The Silicon Review
2019 — من بين أفضل 1000 شركة حسب Clutch
2019 — مقدم البرمجيات المخصصة حسب الطلب الموصى به وفقًا لشركة Forrester
2019 — جائزة التميز المؤسسي لمجلة CV: شركة تطوير البرمجيات الأكثر ابتكارًا لعام 2019—- الولايات المتحدة الأمريكية
2020 — من بين أفضل 1000 شركة تقدم خدمات B2B لدىClutch  على مستوى العالم
2020 — قائمة جائزة Global Outsourcing 100 وفقًا لرابطة IAOP
2021 — من أفضل شركات خدمات تكنولوجيا المعلومات، وأفضل مستشارو السحابة، وأكبر 1000 تقدم خدمات B2B على مستوى العالم حسب Clutch
2021 — قائمة جائزة Global Outsourcing 100 وفقًا لرابطة IAOP
2021 — كان QLEAN App Suite الذي أنشأته ساينس سوفت هو المرشح النهائي لجائزة آي بي إم Beacon عن حلول الأمان المتميزة
2022 — قائمة جائزة Global Outsourcing 100 وفقًا لرابطة IAOP
2022 — أفضل شركاء مايكروسوفت  أزور حسب Clutch
2022 — أفضل الشركات الاستشارية حسب Clutch
2022 — أسرع الشركات نموًا في الأمريكتين لعام 2022 وفقًا لصحيفة Financial Times

## وصلات خارجية
- الموقع الرسمي